# Chrysopidia ciliata
Chrysopidia ciliata là một loài côn trùng trong họ Chrysopidae thuộc bộ Neuroptera. Loài này được Wesmael miêu tả năm 1841.